# Asterivora exocha
Asterivora exocha là một loài bướm đêm thuộc họ Choreutidae. Nó được tìm thấy ở New Zealand.
Sải cánh dài khoảng 20 mm. 